# Cratere Autolycus
Autolycus è un cratere lunare di 38,88 km situato nella parte nord-orientale della faccia visibile della Luna.

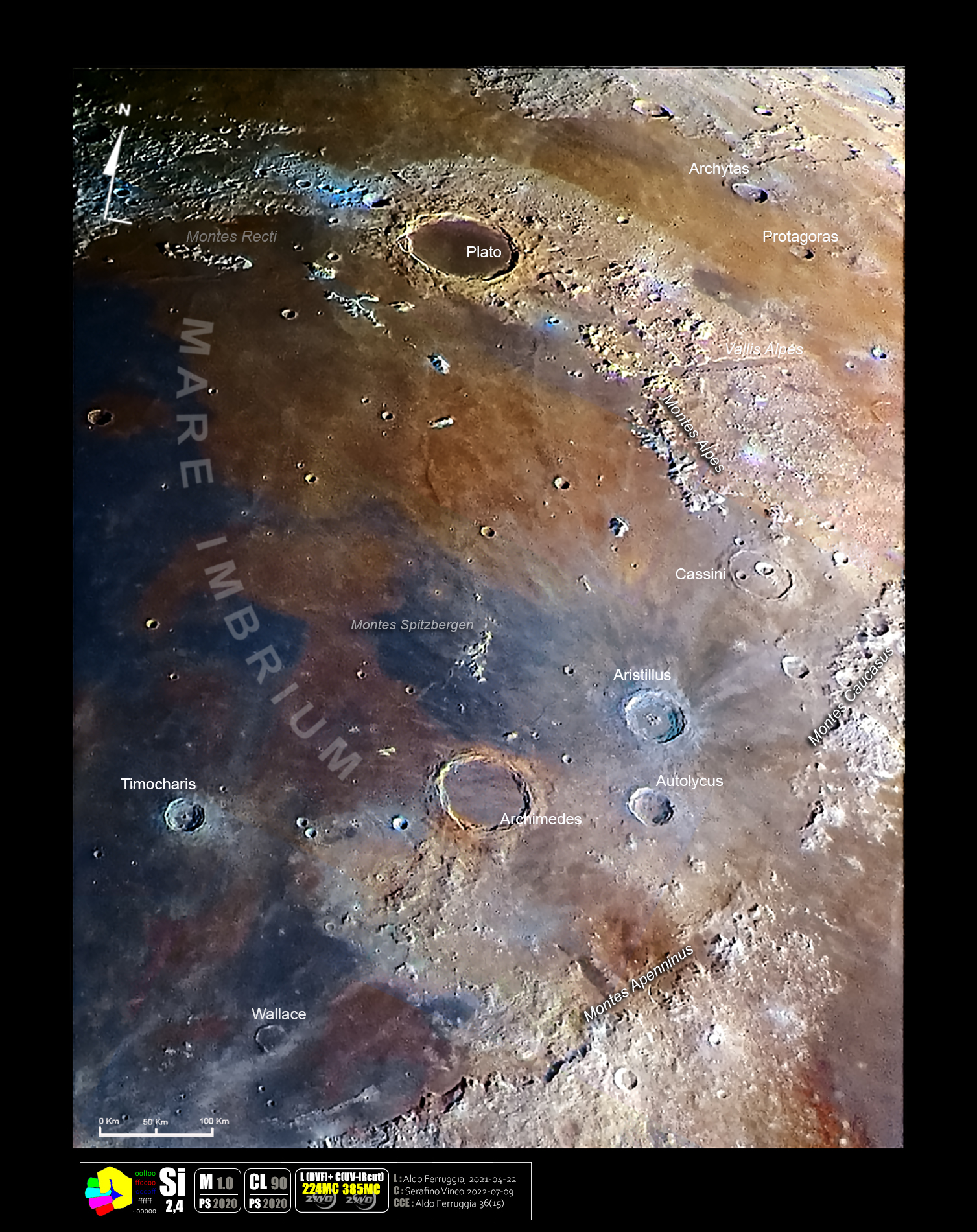
Il cratere e le strutture vicine in formato selenocromatico (Si)

Il cratere è dedicato all'astronomo greco Autolico di Pitane.

## Crateri correlati
Alcuni crateri minori situati in prossimità di Autolycus sono convenzionalmente identificati, sulle mappe lunari, attraverso una lettera associata al nome.
| Autolycus | Coordinate           | Diametro (in km) |
| --------- | -------------------- | ---------------- |
| A         | 30°55′12″N 2°10′12″E | 4,17             |
| K         | 31°12′36″N 5°25′48″E | 3,02             |